# 钦齐娅·拉古萨
钦齐娅·拉古萨（義大利語：Cinzia Ragusa，1977年5月24日—），意大利水球运动员。她曾代表意大利参加2004年和2008年夏季奥林匹克运动会水球比赛，其中在2004年奥运会获得金牌，2008年奥运会则未能获得奖牌。